# Fort Providence
Fort Providence (en esclave : Zhahti Koe) est un hameau situé dans la région du Slave Sud des Territoires du Nord-Ouest, au Canada.

## Histoire
En 1786, Laurent Leroux fonde en 1790 le premier hameau du Fort Providence.
La mission de La Providence est établie en 1861 par Vital-Justin Grandin

## Démographie

### Population
- 618 (recensement de 2021)
- 695 (recensement de 2016)[3]
- 734 (recensement de 2011)
- 727 (recensement de 2006)[4]
- 753 (recensement de 2001)